# Гарш (Польща)
Гарш (пол. Harsz, нім. Haarschen) — село в Польщі, у гміні Позездже Венґожевського повіту Вармінсько-Мазурського воєводства.
Населення — 443 особи (2011).

## Демографія
Демографічна структура станом на 31 березня 2011 року:
|          | Загалом | Допрацездатний вік | Працездатний вік | Постпрацездатний вік |
| -------- | ------- | ------------------ | ---------------- | -------------------- |
| Чоловіки | 217     | 47                 | 154              | 16                   |
| Жінки    | 226     | 44                 | 127              | 55                   |
| Разом    | 443     | 91                 | 281              | 71                   |